# Tschechoslowakische Volksarmee

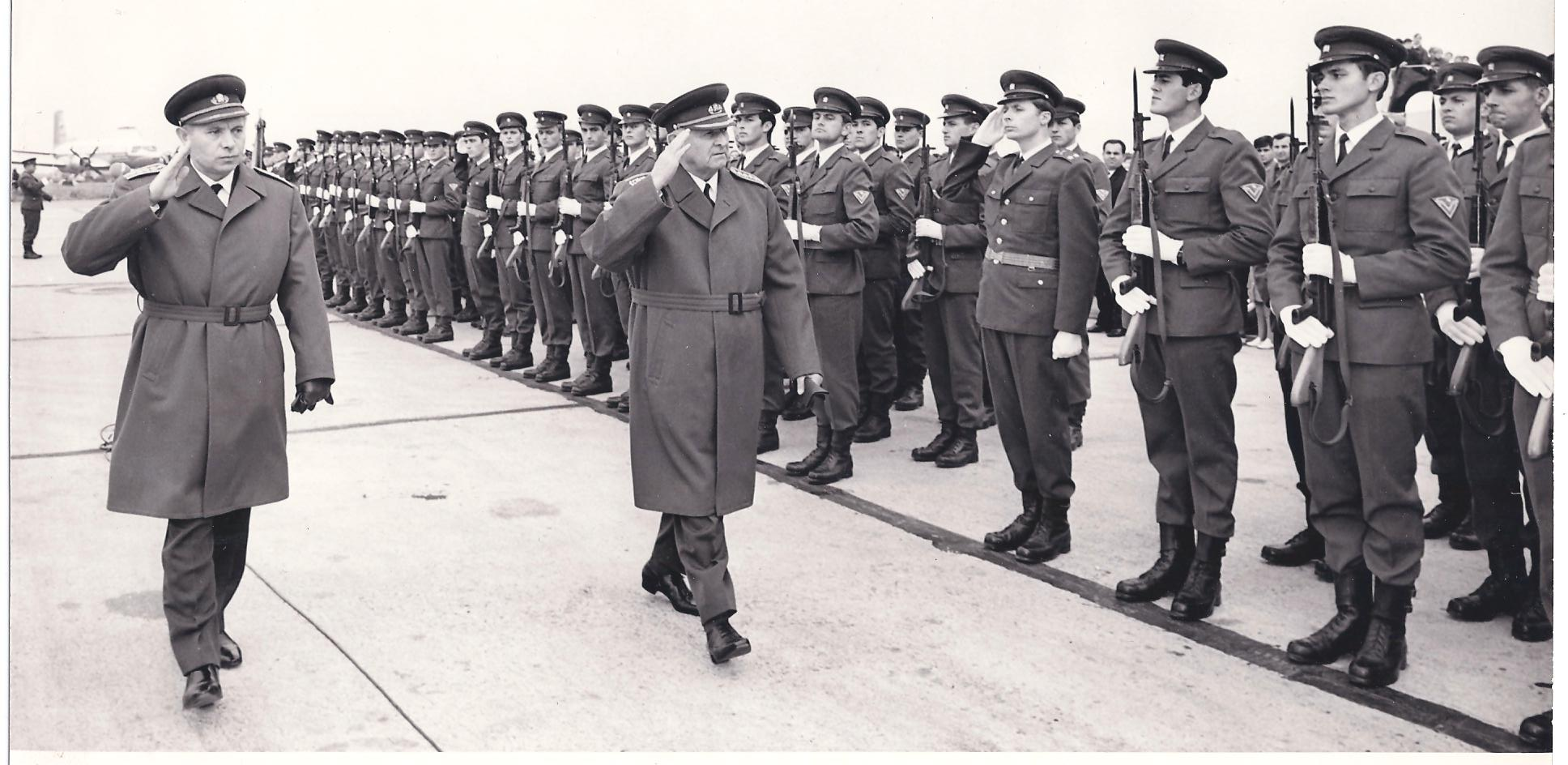
Inspektion durch Präsident Ludvík Svoboda (Bildmitte) und Verteidigungsminister Martin Dzúr, 1969

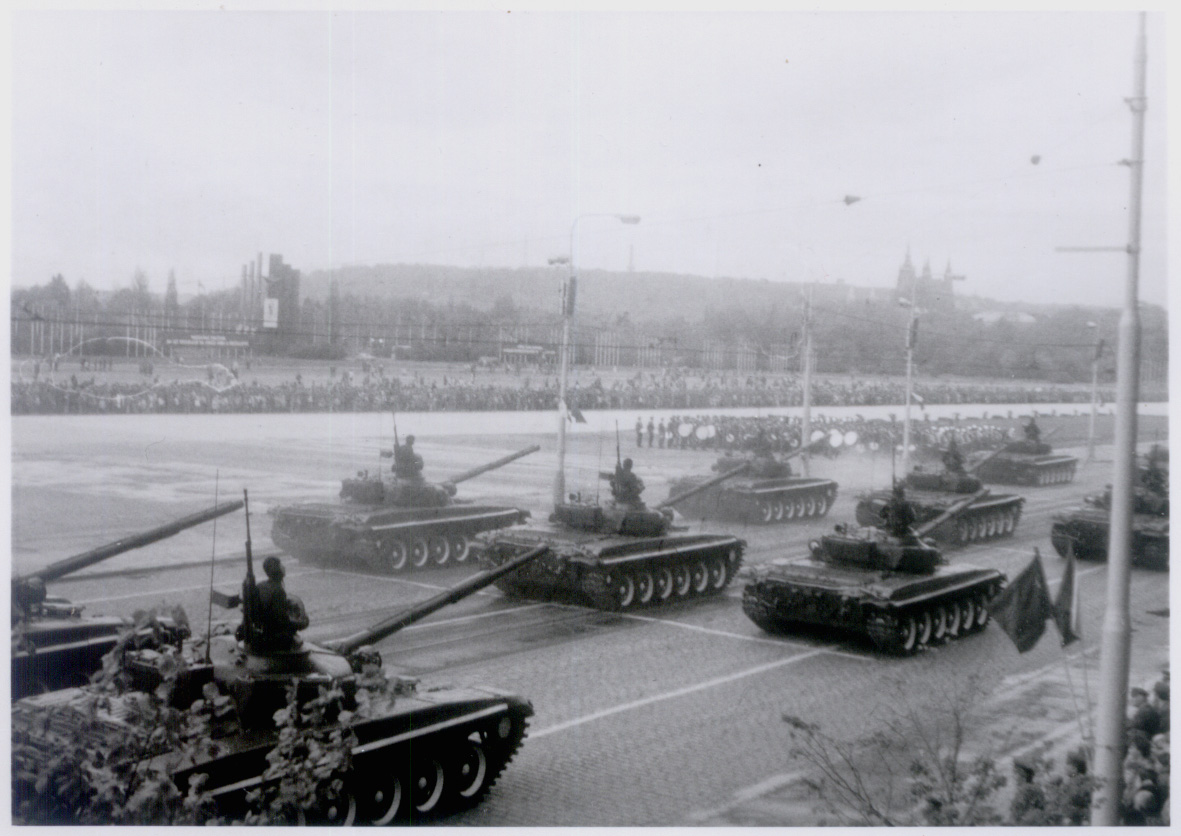
Militärparade in Prag mit T-72-Panzern, 9. Mai 1985

Die Tschechoslowakische Volksarmee, tschechisch Československá lidová armáda, slowakisch Česko-slovenská ľudová armáda (ČSLA) war die Armee der Tschechoslowakei in der Zeit von 1954 bis 1990. Seit 1955 war sie ein Mitglied des Warschauer Paktes. Die Armee gliederte sich in Heer, Luftstreitkräfte und die defensiven Luftverteidigungskräfte. Da die Tschechoslowakei ein Binnenstaat war, besaß sie keine Marine.

## Geschichte
Sie entstand 1954 durch eine Umbenennung der 1918 gegründeten Tschechoslowakischen Armee, änderte 1990 ihren Namen wieder in Tschechoslowakische Armee und wurde 1993 aufgeteilt in die Streitkräfte der Tschechischen Republik und die Streitkräfte der Slowakischen Republik.

## Gliederung
Die Streitkräfte waren in zwei Militärbezirke gegliedert. Der westliche Militärbezirk (Hauptquartier Tábor) verfügte über zwei Armeen, die 1. Armee in Příbram mit einer Panzerdivision und drei Motschützendivisionen, und die 4. Armee in Písek mit je zwei Panzerdivisionen und Motschützendivisionen. Im östlichen Militärbezirk (Trenčín) befanden sich zwei Panzerdivisionen mit T-55. Zudem verfügte die Tschechoslowakische Volksarmee über das 22. Luftlanderegiment (Kroměříž).
Alle Truppen waren der Zentralen Gruppe der sowjetischen Streitkräfte (Hauptquartier seit 1968 Milovice nad Labem) zugeteilt.